# Dicționarul geografic al Basarabiei
Dicționarul geografic al Basarabiei este o lucrare enciclopedică terminată și publicată de Zamfir C. Arbore la începutului secolului XX. Dicționarul a apărut în colecția „Dicționarele geografice ale provinciilor romîne în afară de Regat”, aprobat de comitetul de redacție Grigore Tocilescu și tipărit prin îngrijirea lui George Ioan Lahovari la București (Atelierele grafice I.V. Socecu) în 1904.
Dicționarul face referire la majoritatea localităților (orașe, sate, cătune) în starea lor de la începutului secolului al XX-lea din Basarabia țaristă, precum și la ținuturile guberniei, târgurile, coloniile țariste, mănăstirile, cursurile de apă, bazinele de apă, ș.a.m.d.

## Legături externe
- Dicționarul geografic al Basarabiei - articol la worldcat.org